# Phổ gia tốc nền

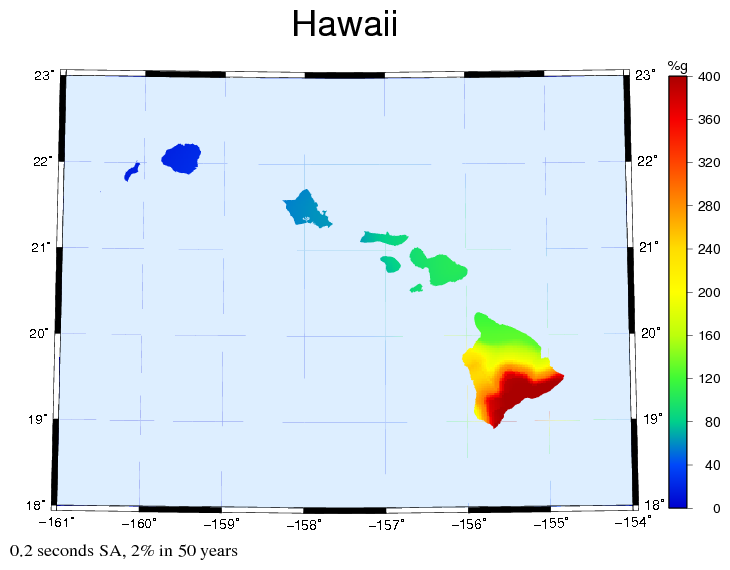
Bản đồ tai biến dao động nền của Hawaii, dựa trên xác suất 2% trên 0.2 giây phổ gia tốc ở tần số 5 Hz trong 50 năm

Phổ gia tốc nền (SA - Spectral Acceleration) là một đại lượng có đơn vị g (với g là gia tốc trọng trường, tương đương lực g) mô tả gia tốc tối đa của một vật thể trong khi chịu động đất; đặc biệt là chuyển động điều hòa có giảm chấn theo một chiều vật lý. Giá trị này có thể được đo lường (hay được xác định) ở những tần số dao động khác nhau và với độ giảm chấn khác nhau, mặc dù người ta thường dùng độ giảm chấn 5%. Ta có thể vẽ phổ gia tốc nền ở các tần số khác nhau để lập ra một phổ phản ứng.
Phổ gia tốc nền, khi được lập với tần số rung động tự nhiên của tòa nhà, có thể được sử dụng trong việc thiết kế chống động đất. Kết quả tính toán khi dùng phổ gia tốc nền thường gần với chuyển động thực tế của tòa nhà trong một trận động đất hơn là khi dùng giá trị gia tốc nền cực đại (PGA - Peak Ground Acceleration), mặc dù người ta nhận thấy có sự tương quan giữa phổ gia tốc nền và gia tốc nền cực đại khi xét trong quãng thời gian ngắn.
Một vài bản đồ tai biến địa chấn cũng được thành lập dựa trên phổ gia tốc.